# Asplenium rosenstockianum
Asplenium rosenstockianum är en svartbräkenväxtart som beskrevs av Alexander Curt Brade. Asplenium rosenstockianum ingår i släktet Asplenium och familjen Aspleniaceae. Inga underarter finns listade.